# Кимберли (Ајдахо)
Кимберли (енгл. Kimberly) град је у америчкој савезној држави Ајдахо.

## Демографија
По попису из 2010. године број становника је 3.264, што је 650 (24,9%) становника више него 2000. године.
| Група             | 2000.         | 2010.         |
| Белци             | 2.406 (92,0%) | 2.792 (85,5%) |
| Афроамериканци    | 2 (0,1%)      | 5 (0,2%)      |
| Азијати           | 12 (0,5%)     | 11 (0,3%)     |
| Хиспаноамериканци | 134 (5,1%)    | 407 (12,5%)   |
| Укупно            | 2.614         | 3.264         |